# 畅饮湖
畅饮湖（藏語：གྲང་ཆེན་མཚོ།，威利转写：grang chen mtsho，THL：Drangchen Tso）位于中国西藏自治区尼玛县境内，地处尼玛县中部，鸡冠山东麓。湖面海拔4940米，面积2.7平方公里。